# شون أوبراين
شون أوبراين (بالإنجليزية: Sean O'Brien)‏ هو سياسي أمريكي، ولد في 18 أبريل 1969 في يونغزتاون في الولايات المتحدة. حزبياً، نشط في الحزب الديمقراطي. وقد انتخب عضو مجلس نواب أوهايو.